# Setodes abbreviatus
Setodes abbreviatus är en nattsländeart som beskrevs av Samuel Hubbard Scudder 1890. Setodes abbreviatus ingår i släktet Setodes och familjen långhornssländor. Inga underarter finns listade i Catalogue of Life.